# Albert Louis Valentin Taviel
Albert Louis Valentin Taviel (* 13. Juni 1767 in Saint-Omer, Département Pas-de-Calais; † 17. November 1831 in Paris) war ein französischer General der Artillerie.

## Leben und Wirken
Taviel war ein Sohn von Albert-Gabriel Taviel und dessen Ehefrau Agnes-Charlotte Ballart d’Invilliers; General Louis Henri Ballard d’Invilliers (1705–1798) war sein Großvater mütterlicherseits. 
Auf Wunsch seiner Familie kam Taviel am 1. September 1783 als Kadett an die École d’Artillerie in der Festung Metz. Er konnte sich bald schon auszeichnen und wurde im darauffolgenden Jahr zum lieutenant (1. September 1784) und capitaine am 22. August 1791.
Am 3. Februar 1795 heiratete Taviel bei Paris Claire-Sophie Hennet de Lambresson, eine Tochter von Colonel Jean-Thomas Hennet und hatte mit ihr zwei Töchter. Über seinen Schwiegervater machte er die Bekanntschaft von Napoleon Bonaparte, den er später bei dessen Staatsstreich (9. November 1799) unterstützte.
Nach weiteren Beförderungen kam Taviel in den Stab von Marschall Nicolas Jean-de-Dieu Soult und nahm unter dessen Befehl u. a. an den Kämpfen bei Mehrnbach (30. Oktober 1805), Dürnstein (11. November 1805) und Austerlitz (2. Dezember 1805) teil.
Als Napoleon seine Invasion in Spanien plante, wurde Taviel ebenfalls in das Expeditionsheer aufgenommen. Er nahm an der Belagerung von Figueres bzw. Castell de Sant Ferran (April/August 1811) u. a. neben den Generälen Louis-Auguste Marchand und Henri-Marie Lenoury teil. 
Nach der Schlacht bei Paris (30. März 1814) und Napoleons Abdikation suchte Taviel bereits die Nähe zum Haus Bourbon. Nach dem Vertrag von Fontainebleau (11. April 1814) betraute man Taviel mit der Leitung der Artillerieschule von Metz. Als Napoleon die Insel Elba verließ und dessen Herrschaft der Hundert Tage begann, schloss sich Taviel sofort wieder dem Kaiser an.
Nach der Schlacht bei Waterloo (18. Juni 1815) wechselte Taviel wieder die Seiten und unterstützte König Ludwig XVIII. Er leitete weiterhin die Artillerieschule in Metz und wurde parallel dazu mit administrativen Aufgaben im Kriegsministerium betraut. 
Am 1. Januar 1825 wurde General Taviel offiziell in den Ruhestand verabschiedet. Er ließ sich mit seiner Familie in Paris (9. Arrondissement) nieder und zog sich ins Privatleben zurück. Als sich nach der Julirevolution von 1830 die Monarchie wieder konstituiert hatte, blieb Taviel ein Anhänger der Bourbonen, stand aber für keinerlei Aufgaben mehr zur Verfügung. Er starb am 17. November 1831 in Paris und fand seine letzte Ruhestätte auf dem Cimetière de Montmartre (Division 21).

## Ehrungen
- 11. Dezember 1803 Ritter der Ehrenlegion
- 14. Juni 1804 Offizier der Ehrenlegion
- 13. März 1811 baron de l’Émpire
- 23. November 1813 Kommandeur der Ehrenlegion
- Großoffizier der Ehrenlegion
- Sein Name findet sich am westlichen Pfeiler (31. Spalte) des Triumphbogens am Place Charles de Gaulle (Paris)